# メイスイ
株式会社メイスイは、浄水器などの水処理機器の製造販売を行っている日本の会社。大阪市西区に本社を置く。

## 主な事業所
- 本社：大阪市西区江戸堀1丁目27番6号
- 営業所：東北・北関東・東関東・東京・西関東・東海・京都・大阪北・大阪南・阪神・広島・九州・沖縄

## 沿革
- 1973年3月：大阪市西区に設立。
- 1978年9月：製造部門を（株）メイスイテックとして分離・創設。
- 1985年5月：本社を西区内で移転。自動販売機業界に営業展開。
- 1994年9月：再び本社を西区内で移転。
- 1997年3月：（株）メイスイテックを合併。
- 2001年10月：西区に本社社屋竣工・移転。